# Überernährung
Als Überernährung bezeichnet man eine Ernährung von Mensch und Haustier, bei der dem Körper mehr Energie zugeführt wird als Bedarf besteht. Es kommt zu einer positiven Energiebilanz. Dauernde Überernährung geht mit Übergewicht oder Adipositas einher.
Für die Mehrheit aller Menschen heute und in der Geschichte war eher die Unterernährung als die Überernährung ein Problem, allerdings ergab die „Global Burden of Disease Study“ (Quelle: Lancet 2012; 380 (ganze Ausgabe)), dass mittlerweile mehr Menschen an den Folgen von Übergewicht versterben, als an Mangelernährung. Außerhalb privilegierter Oberschichten haben erst die Massenproduktion der Lebensmittelindustrie und verbesserte Transportmöglichkeiten im 20. Jahrhundert – insbesondere nach dem Zweiten Weltkrieg – sowie vorproduzierte Nahrungsmittel eine weitverbreitete Überernährung ermöglicht.
Aber nicht nur Menschen, sondern auch Haustiere wie Hunde und Katzen sind vor allem in der westlichen Welt teilweise überernährt. Die gezielte Überernährung von Schlachttieren durch den Menschen wird als Mast bezeichnet.

## Ursachen
In der Stammesgeschichte des Menschen war es für den Homo sapiens vorteilhaft, in Zeiten des Nahrungsüberflusses schnell Energie zu speichern. Diese Energiespeicher konnten dann in Zeiten des Nahrungsmangels wieder aufgebraucht werden. Heutzutage gibt es zumindest in den Industrieländern Nahrung im Überfluss. Als Folge fehlt die Balance zwischen zugeführter Energie aus der Ernährung des Menschen und dem Energieverbrauch durch Wärmeabgabe an die Umgebung und Bewegung.
Weltweit leben rund eine Milliarde Menschen mit starkem Übergewicht (WHO). Sollte sich dieser Trend fortsetzen, wird die Zahl der überernährten und daher übergewichtigen Menschen innerhalb der nächsten Dekade auf 1,5 Milliarden ansteigen. Nachdem das Problem jahrzehntelang auf die wohlhabenden Industrieländer beschränkt war, beobachtet man in jüngster Zeit einen Anstieg der ernährungsbedingten Krankheiten auch in Schwellenländern wie Indien oder der Volksrepublik China.
Eine notwendige Bedingung für die Überernährung ist die ausreichende Versorgung mit Nahrungsmitteln.
Grundlegend für eine ausgewogene Nahrungsaufnahme ist ein Ausgleich zwischen Hunger- und Sättigungsgefühl, einem unbewussten Mechanismus, der sich als genetische Anpassung des Menschen an seine urgeschichtliche Umwelt verstehen lässt. Dieser Mechanismus entstand im Umfeld der Jäger und Sammler-Kulturen, als der Zugang zu Nahrungsmitteln schwieriger war als in sesshaften oder modernen Kulturen, und als die Nahrungsmittel im Mittel einen geringeren Energiegehalt hatten. Ein Problem moderner Nahrungsmittel ist ein hoher physiologischer Brennwert, mit der Folge, dass bei Aufnahme der Nahrungsmenge, die zum Erreichen des Sättigungsgefühls erforderlich ist, mehr Energie aufgenommen wird als bei der Aufnahme einer gleichen Menge energieärmerer Nahrung.
Weiterhin ist die gefühlsmäßige Nahrungsaufnahme des Menschen an körperlicher Betätigung angepasst. Um eine Überernährung zu vermeiden, muss ein etwa vorwiegend sitzend arbeitender Mensch seine Nahrungsaufnahme reduzieren.
Ungeklärt ist die beobachtete Variabilität in den Essgewohnheiten von Menschen einer Gesellschaft. Auch bei überreichlicher Nahrungsverfügbarkeit pflegt nur ein Teil der Bevölkerung in unterschiedlichem Ausmaß Überernährung. Es werden sowohl eine genetische Variabilität als auch Erziehungsmethoden, Lebensstil, kulturelle Normen und psychologischer Druck für diese Unterschiede verantwortlich gemacht.
Die Längsschnittstudie „Nurses’ Health Study“ hat viele Beiträge zur Ernährungskunde erbracht.

## Überernährung und Übergewicht
Übergewicht wird durch verschiedene Messmethoden ermittelt. Bekannte Messmethoden sind der Broca-Index (Normalgewicht in kg = Größe in cm − 100) und als weitaus etabliertere Methode der Body-Mass-Index (BMI). Der BMI ist definiert als die Körpermasse (in kg) dividiert durch das Quadrat der Körpergröße (in m). Zu Übergewicht kommt es, wenn die Energiebilanz positiv ist, also mehr Nahrungsenergie durch Lebensmittel zugeführt als im täglichen Energieumsatz verbraucht wird.

## Folgen der Überernährung bzw. des Übergewichts
Übergewicht ist als Risikofaktor für die Entwicklung Herz-Kreislauferkrankungen anerkannt. Kommen zum Risikofaktor Adipositas noch zwei der Risikofaktoren Diabetes (Zuckerkrankheit), Fettstoffwechselstörungen (erhöhtes Cholesterin bzw. LDL) oder Bluthochdruck hinzu, besteht eine deutlich höhere Gefahr, im Laufe des Lebens eine Herz-Kreislauf-Erkrankung zu erleiden. Experten sprechen daher auch von kardio-metabolischen Risikofaktoren. Als weitere Risikofaktoren begünstigen Rauchen und Stress den Verschluss der Herz- und gehirnversorgenden Gefäße.